# Saint-Sauveur-de-Landemont
Ne doit pas être confondu avec Saint-Sauveur-de-Flée.
Pour les articles homonymes, voir Saint-Sauveur.
Saint-Sauveur-de-Landemont est une ancienne commune française située dans le département de Maine-et-Loire, en région Pays de la Loire, devenue le 15 décembre 2015 une commune déléguée au sein de la commune nouvelle d'Orée d'Anjou.

## Géographie
Commune angevine des Mauges, Saint-Sauveur-de-Landemont se situe au nord de Landemont en limite du département de la Loire-Atlantique, sur les routes D 153, Champtoceaux / La Boissière-du-Doré, et D 253, Drain.

## Toponymie
On retrouve le nom d’Ecclesia Sancti Salvatoris dans les Archives d'Anjou, entre les années 1126 et 1151 puis, à partir du XIIe siècle Saint-Sauveur-de-Landemont.
Ses habitants sont les Saint-Salvatoriens et Saint-Salvatoriennes.

## Histoire
Le bourg est bâti sur un promontoire rocheux dominant les vallées profondes des ruisseaux de la Forêt du Parc et de La Boucherie qui vont grossir la Divatte en bordure de la commune de Barbechat et de la Loire-Atlantique.
L'église dans sa construction actuelle date de 1744. Une restauration a allongé le chœur en 1875. Les registres paroissiaux les plus anciens remontent à 1613, avec de nombreuses lacunes. Ils sont conservés à la mairie de Landemont.
Une seule trace antique est signalée : la voie romaine de Champtoceaux à Montfaucon, qui traverse la Forêt du Parc, en limite de la commune de Drain ; et dont il ne reste que quelques petits ponts voûtés en pierre.
On parle également d'un lazaret qui existait jusqu'en 1140 dans la Forêt du Parc et qui accueillait voyageurs, malades et lépreux.
La loi du 1er novembre 1791 transféra le chef-lieu de la paroisse et de la commune à Landemont, centre acquis aux idées nouvelles, au détriment de Saint-Sauveur, animé de sentiments royalistes. Les deux communes furent rétablies en 1802, puis réunies de nouveau le 30 septembre 1808, au profit cette fois de St-Sauveur ; puis ont de nouveau été séparées par ordonnance du 7 juillet 1824.
Au XVIIe siècle, une foire avait lieu tous les ans le jour de la Saint-Sixte, c'est-à-dire le 1er septembre.
En 2014, un projet de fusion de l'ensemble des communes de l'intercommunalité au sein d'une commune nouvelle se dessine. Tous les conseils municipaux se prononcent en faveur du projet entre le 1er et le 8 juillet 2015, et la nouvelle commune Orée d'Anjou voit le jour.

## Politique et administration

### Administration municipale

#### Administration actuelle
Depuis le 15 décembre 2015, Saint-Sauveur-de-Landemont constitue une commune déléguée au sein de la commune nouvelle de Orée d'Anjou et dispose d'un maire délégué.
| Période                                  | Période  | Identité         | Étiquette | Qualité |
| ---------------------------------------- | -------- | ---------------- | --------- | ------- |
| 15 décembre 2015                         | mai 2020 | André Martin     |           |         |
| mai 2020                                 | En cours | Florian Truchon, |           |         |
| Les données manquantes sont à compléter. |          |                  |           |         |

#### Administration ancienne
| Période                                  | Période       | Identité                   | Étiquette | Qualité                                                          |
| ---------------------------------------- | ------------- | -------------------------- | --------- | ---------------------------------------------------------------- |
| 1789                                     | 1790          | P.-H. Papin                |           | notaire royal                                                    |
| 1790                                     | 1824          | La Poëze de la Colaissière |           |                                                                  |
| septembre 1824                           | 1826          | Prudent de Boussineau      |           |                                                                  |
| janvier 1826                             | 1830          | Eugène de Boussineau       |           |                                                                  |
| septembre 1830                           | 1840          | Jean Toublanc              |           |                                                                  |
| 1840                                     | 1854          | Charles de la Pouèze       |           |                                                                  |
| 1854                                     | 1860          | Pierre Housset             |           |                                                                  |
| 1860                                     | 1870          | Pierre Housset fils        |           |                                                                  |
| 1870                                     | 1881          | Gustave de Lusançay        |           |                                                                  |
| 1881                                     | 1908          | Arthur du Fort             |           |                                                                  |
| 1908                                     | 1925          | Adrien Dousset             |           |                                                                  |
| 1925                                     | 1947          | Goslen de la Poëze         |           |                                                                  |
| 1947                                     | 1971          | Olivier de la Poëze        |           |                                                                  |
| 1971                                     | 1982          | Joseph Chené (fils)        |           |                                                                  |
| 1982                                     | 1991          | Jean MOreau                |           |                                                                  |
| 1991                                     | ?             | Paul Le Calonnec           |           |                                                                  |
|                                          |               |                            |           |                                                                  |
| mars 2008                                | décembre 2015 | André Martin               | DVD       | Président du syndicat mixte Pays des Mauges Président de la C.C. |
| Les données manquantes sont à compléter. |               |                            |           |                                                                  |

### Ancienne situation administrative
La commune est membre en 2015 de la communauté de communes du canton de Champtoceaux, elle-même membre du syndicat mixte Pays des Mauges. La création de la commune nouvelle d'Orée d'Anjou entraîne sa suppression à la date du 15 décembre 2015, avec transfert de ses compétences à la commune nouvelle.
Jusqu'en 2014 Saint-Sauveur-de-Landemont fait partie du canton de Champtoceaux et de l'arrondissement de Cholet. Le canton compte alors les neuf mêmes communes que celles intégrées dans l'intercommunalité. C'est l'un des quarante-et-un cantons que compte le département ; circonscriptions électorales servant à l'élection des conseillers généraux, membres du conseil général du département. Dans le cadre de la réforme territoriale, un nouveau découpage territorial pour le département de Maine-et-Loire est défini par le décret du 26 février 2014. Le canton de Champtoceaux disparait et la commune est rattachée au canton de La Pommeraye, avec une entrée en vigueur au renouvellement des assemblées départementales de 2015.

## Population et société

### Évolution démographique
L'évolution du nombre d'habitants est connue à travers les recensements de la population effectués dans la commune depuis 1831. À partir du 1er janvier 2009, les populations légales des communes sont publiées annuellement dans le cadre d'un recensement qui repose désormais sur une collecte d'information annuelle, concernant successivement tous les territoires communaux au cours d'une période de cinq ans. 
Pour les communes de moins de 10 000 habitants, une enquête de recensement portant sur toute la population est réalisée tous les cinq ans, les populations légales des années intermédiaires étant quant à elles estimées par interpolation ou extrapolation. Pour la commune, le premier recensement exhaustif entrant dans le cadre du nouveau dispositif a été réalisé en 2007,.
En 2013, la commune comptait 923 habitants, en évolution de +8,46 % par rapport à 2008 (Maine-et-Loire : +3,3 %, France hors Mayotte : +2,49 %).
| 1831 | 1836 | 1841 | 1846 | 1851 | 1856 | 1861 | 1866 | 1872 |
| ---- | ---- | ---- | ---- | ---- | ---- | ---- | ---- | ---- |
| 752  | 754  | 753  | 784  | 853  | 896  | 895  | 935  | 876  |

| 1876 | 1881 | 1886 | 1891 | 1896 | 1901 | 1906 | 1911 | 1921 |
| ---- | ---- | ---- | ---- | ---- | ---- | ---- | ---- | ---- |
| 938  | 932  | 944  | 888  | 851  | 763  | 742  | 701  | 606  |

| 1926 | 1931 | 1936 | 1946 | 1954 | 1962 | 1968 | 1975 | 1982 |
| ---- | ---- | ---- | ---- | ---- | ---- | ---- | ---- | ---- |
| 639  | 629  | 611  | 641  | 641  | 643  | 597  | 590  | 612  |

| 1990 | 1999 | 2007 | 2012 | 2013 | - | - | - | - |
| ---- | ---- | ---- | ---- | ---- | - | - | - | - |
| 587  | 653  | 828  | 904  | 923  | - | - | - | - |

### Pyramide des âges
La population de la commune est relativement jeune. Le taux de personnes d'un âge supérieur à 60 ans (16,4 %) est en effet inférieur au taux national (21,8 %) et au taux départemental (21,4 %).
Contrairement aux répartitions nationale et départementale, la population masculine de la commune est supérieure à la population féminine (49,9 % contre 48,7 % au niveau national et 48,9 % au niveau départemental).
La répartition de la population de la commune par tranches d'âge est, en 2008, la suivante :
- 49,9 % d’hommes (0 à 14 ans = 28,3 %, 15 à 29 ans = 15,5 %, 30 à 44 ans = 27,6 %, 45 à 59 ans = 15,5 %, plus de 60 ans = 13,1 %) ;
- 50,1 % de femmes (0 à 14 ans = 28 %, 15 à 29 ans = 14,7 %, 30 à 44 ans = 24,1 %, 45 à 59 ans = 13,5 %, plus de 60 ans = 19,7 %).

| Hommes | Classe d’âge | Femmes |
| ------ | ------------ | ------ |
| 0,0    | 90 ans ou +  | 0,2    |
| 4,1    | 75 à 89 ans  | 8,7    |
| 9,0    | 60 à 74 ans  | 10,8   |
| 15,5   | 45 à 59 ans  | 13,5   |
| 27,6   | 30 à 44 ans  | 24,1   |
| 15,5   | 15 à 29 ans  | 14,7   |
| 28,3   | 0 à 14 ans   | 28,0   |

| Hommes | Classe d’âge | Femmes |
| ------ | ------------ | ------ |
| 0,4    | 90 ans ou +  | 1,1    |
| 6,3    | 75 à 89 ans  | 9,5    |
| 12,1   | 60 à 74 ans  | 13,1   |
| 20,0   | 45 à 59 ans  | 19,4   |
| 20,3   | 30 à 44 ans  | 19,3   |
| 20,2   | 15 à 29 ans  | 18,9   |
| 20,7   | 0 à 14 ans   | 18,7   |

### Vie locale
Brasil Festival : En 2007 a eu lieu la deuxième édition du Brasil Festival dans la vallée de l'Ilette, qui se déroule au début du mois de juin. La première de cet événement s'est déroulé en 2005 en l’occasion de « l’année du Brésil en France ». Ce projet a été porté par l'association « les Buccantropes ». Ce festival s'articule autour de ces quelques domaines artistiques : la danse, les saveurs, les images et les couleurs, les sons. Ainsi nous pouvons assister à d’étonnants défilés d’écoles de samba dans les rues de Saint-Sauveur-de-Landemont, des démonstrations de Capoeira et autres chorégraphies. En parallèle est exposé un reportage photographique sur le Brésil. S’ensuit de grandes tablées, autour d’un repas traditionnel brésilien,et de la projection d'un film.

## Économie
Sur 45 établissements présents sur la commune à fin 2010, 38 % relevaient du secteur de l'agriculture (pour une moyenne de 17 % sur le département), 2 % du secteur de l'industrie, 20 % du secteur de la construction, 36 % de celui du commerce et des services et 4 % du secteur de l'administration et de la santé.

## Lieux et monuments
- Château de la Colaissière, porche du XIVe siècle, habité par la famille La Poëze du XIIIe au XXe siècle[22]. 
Aux confins des deux provinces d´Anjou et de Bretagne, la Colaissière dépendait de Châteauceaux. Après la restitution par Louis XI de Champtoceaux à la famille Brosse du duché de Penthièvre, René de Brosse céda en 1522 la Colaissière à François de La Poëze, son chef des armées de Bretagne. Au XVIIe siècle un nouveau logis fut construit, lequel contraste avec le vieux château médiéval avec ses tours basses et rondes et ses remparts. En mars 1793, pendant le soulèvement vendéen et la Terreur, la partie nord du château fut incendiée. Vers 1894 le comte Yves de La Poëze fit restaurer le château par l'architecte Émile Libaudière, élève de Viollet-le-Duc. Le château fut transformée fin du siècle dernier en hôtel.
- Château de la Guilletière, entièrement rénové au XIXe siècle[22].
- Église Saint-Sauveur, du XIIIe siècle, restaurée au XIXe siècle[22].
- Grotte de Lourdes, appelée grotte de l'Ilette, érigée en 1938 (photo en haut de page).